# Onosma araraticum
Onosma araraticum är en strävbladig växtart som beskrevs av H. Riedl. Onosma araraticum ingår i släktet Onosma och familjen strävbladiga växter. Inga underarter finns listade i Catalogue of Life.